# Alexander Pfohl
Alexander Pfohl (* 17. März 1894 in Haida (heute Nový Bor), Königreich Böhmen, Österreich-Ungarn; † 9. August 1953 in Hadamar) war ein deutscher Glasdesigner, Landschaftsmaler und Hochschullehrer.

## Leben
Die Familie Alexander Pfohls war väterlicher und mütterlicherseits über viele Generationen in der böhmischen Glasherstellung aktiv. Er besuchte von 1908 für drei Jahre die Glasfachschule in Haida, wo er eine Lehre als Glasmaler absolvierte. Pfohl erhielt ein Stipendium für den Besuch der Kunstgewerbeschule in Wien und studierte dort bei Koloman Moser und Michael Powolny. Er absolvierte Praktika in der Glasraffinerie Carl Goldberg und der Firma Reich, beide in Haida; zudem lieferte er Entwürfe für die Wiener Porzellanmanufaktur Joseph Böck und die Wiener Werkstätte.
Zum Ende seines Studiums sollte Pfohl mit einem weiteren Stipendium zu einem Studienaufenthalt nach Rom reisen, das er jedoch wegen des Ausbruchs des Ersten Weltkriegs nicht antreten konnte. Er leistete Kriegsdienst und diente an der Ostfront sowie in Italien und Albanien. Seine Eindrücke dieser Zeit hielt er in Zeichnungen fest.

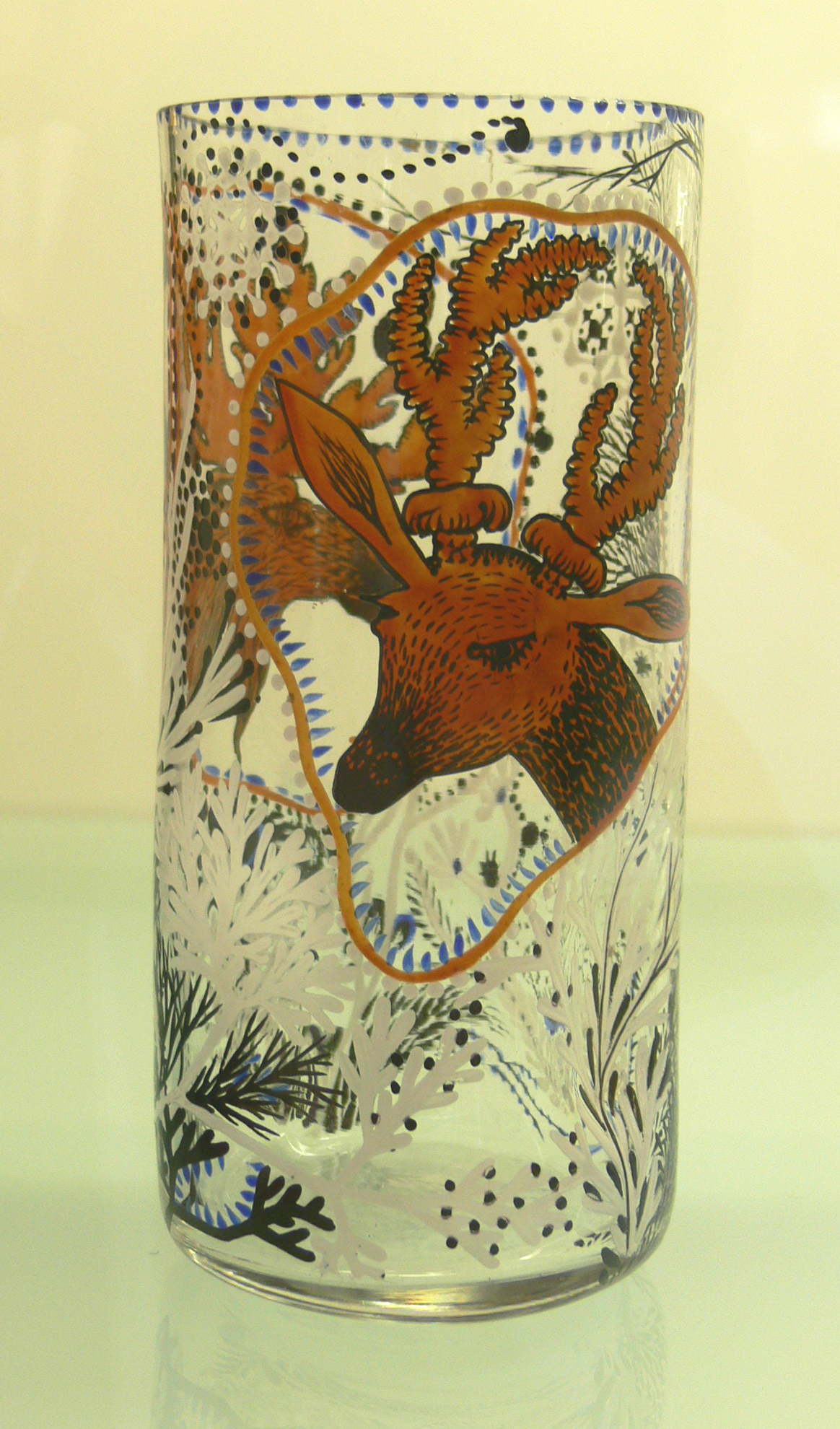
Vase von Alexander Pfohl im Museum Kunstpalast, Düsseldorf

Von 1919 bis 1927 leitete Pfohl das Entwurfsatelier der Gräflich Schaffgotschen Josephinenhütte im niederschlesischen Schreiberhau (heute Szklarska Poręba), wo er das künstlerische Erscheinungsbild der Produktion dieser Zeit prägte. Hier beschäftigte er sich mit der Formgestaltung von repräsentativen Einzelstücken und von Gebrauchsglas für die Serienherstellung; die bereits bestehende Produktpalette glich er dem Zeitgeist an. Pfohl entwarf viele Stücke im Stil des Art déco und nutzte die Technik der Emaille-Brillantglasur.
In seiner Freizeit betätigte sich Pfohl als Landschaftsmaler. Seine Werke zeigte er auf Ausstellungen der Vereinigung Bildender Künstler St. Lukas in Schreiberhau sowie beim Reichenberger Metzner-Bund und der Vereinigung Deutscher Bildender Künstler in Böhmen. Viele seiner Bilder entstanden bei Wanderungen im Riesengebirge. Mit seinen hyperrealistischen Darstellungen gilt er als Vertreter der Neuen Sachlichkeit.
Von 1929 bis 1945 lehrte Alexander Pfohl als Fachlehrer für Entwurf und Zeichnen an der Staatlichen Glasfachschule in Haida. In diesen Jahren erstellte er zahlreiche Entwürfe für Firmen der nordböhmischen Glaszentren. Obwohl ihm nach Ende des Zweiten Weltkriegs in der Tschechoslowakei seine Professur entzogen wurde, arbeitete er weiter als Ausbilder in der Glasmalereiwerkstatt seines Bruders Erwin. Pfohl hatte während seiner Lehrtätigkeit eine Villa bewohnt, die nun konfisziert und zu einer Lehrlingsunterkunft umgestaltet wurde. Aus Deutschland erhielt er Angebote für die Leitung der Mitteldeutschen Glasindustrie in Ilmenau in Thüringen, eine Fachlehrerstelle an der Glasfachschule Rheinbach bei Bonn und die Leitung der Glasfachschule Zwiesel in Niederbayern. Pfohl stellte wiederholt Ausreiseanträge, denen 1948 schließlich stattgegeben wurde.
Nach dem Krieg hatten zahlreiche Glasfachleute die nordböhmische Region um Haida verlassen und sich im mittelhessischen Hadamar niedergelassen. So siedelte auch Pfohl mit seiner Familie hierhin über. Er arbeitete zunächst als Entwerfer für die aus Haida stammende Glasraffinerie Meltzer & Tschernich und ab 1949 als erster Lehrer an der von ihm mitgegründeten Glasfachschule Hadamar. Hier war er bis zu seinem plötzlichen Tod 1953 tätig. Ihm zu Ehren wurde die Alexander-Pfohl-Straße in Hadamar benannt.
Brigitte Herrmann-Pfohl, die Tochter Alexander Pfohls, überließ dem Schlesischen Museum zu Görlitz um die Mitte der 2010er Jahre zahlreiche Gläser, Archivalien und Fotos sowie Arbeiten aus dem bildkünstlerischen Nachlass ihres Vaters. Einige seiner Werke befinden sich unter anderem in den Sammlungen des Glasmuseums Hadamar sowie des Museums Kunstpalast in Düsseldorf.